# Money, money
Money, money fue un concurso de televisión producido por Gestmusic que se emitió de lunes a viernes por la tarde en la cadena de televisión española Cuatro.

## Historia
El formato original fue creado por Dick de Rijk, autor de Deal or no deal (conocido en España como Allá Tú). Tuvo una proyección internacional antes de llegar a España. Así, la Rai 1 estrenó el 7 de agosto de 2006 Tutto per tutto con unas cifras cercanas a 4.760.000 espectadores y un 25,3% de la audiencia. El presentador de la versión italiana era el cantante Pupo. Sin embargo, la emisión tan solo duró un mes y medio. Del mismo modo, también fue ofrecido con el nombre de Show Me the Money desde noviembre de 2006 por la cadena norteamericana ABC, sustuyendo a Dancing with the Stars y siendo encargado de presentarlo el actor William Shatner. En esta ocasión, la cancelación llegó antes de cumplirse el mes.
La versión de Cuatro se estrenó el 5 de febrero de 2007, emitiéndose en la franja de 20:00 a 21:00. En sus inicios se convirtió en el programa de más éxito en ese horaro a lo largo de la breve historia de la joven cadena. Por aquel entonces sus cifras eran de una media del 6% y 737.000 espectadores, que fueron aumentando lentamente. Sin embargo, con la llegada del año 2008 los resultados del programa fueron empeorando hasta situarse por debajo de la media de Cuatro. Tras la cancelación de Channel n.º4 en febrero, Money Money fue recolocado en su horario sin que la audiencia mejorara. Tras volver a su horario habitual, fue cancelado en mayo de ese mismo año.

## Formato
Conducido por Josep Lobató, consistía en someter al concursante a una serie de pruebas basadas en preguntas con diversas posibles respuestas. En función de los aciertos al responder, así como de la fortuna que tuviese eligiendo a cada uno de los bailarines del programa, el concursante iría aumento o disminuyendo la cantidad de dinero que puede conseguir.
El rasgo más característico del programa era su pegadiza sintonía, así como los bailes que protagonizaban los bailarines cada vez que eran requeridos para descubrir la cantidad de dinero que esconden.
El programa se dividía en dos fases: la de sumar o restar y la de multiplicar y dividir.

### Primera fase: sumar o restar
En la primera, al concursante se le planteaba un enunciado del que solo se veía el inicio, tras lo cual el participante tiene tres opciones de pregunta (A, B, o C). Tras elegir la opción, el concursante debía contestar SÍ o NO, y si acertaba sumaba la cantidad del bailarín que elegía después, por el contrario si fallaba, la restaba de su marcador. 
La fase acababa cuando el concursante acertaba cuatro preguntas y obtenía una cantidad de dinero en positivo, lo que le daba derecho a pasar a la segunda fase. Si fallaba cuatro veces, o acertaba las cuatro preguntas y estaba en negativo, o bien llegaba a un punto en que matemáticamente no acabaría en positivo, el concursante era eliminado. 
La cantidad máxima que un concursante podía conseguir era de 10.000 € (4.000+3.000+2.000+1.000)

### Segunda fase: multiplicar o dividir
En la segunda fase, el concursante elige primero a uno de los bailarines, quienes le revelarán la primera parte del enunciado de la pregunta, pero esta ocasión deberá escoger entre dos opciones de pregunta, la cual deberá contestar si opciones de respuesta. Si la respuesta es correcta, multiplicará su cantidad por la cifra que posea el/la bailarín/a elegido/a bien por 1, por 2, por 3 o por 4. Si fallaba, dividiría la cantidad por esa misma cifra.
La fase (y por tanto, la participación del concursante) terminaba cuando el concursante acertaba o fallaba cuatro preguntas, lo que antes sucediese.
El premio máximo al que se podía optar cada programa, sacando las multiplicaciones máximas (4×3×3×3=108), fue de 1.080.000 €, si bien en la corta historia del programa, nadie lo logró.

## Versiones internacionales
| País                    | Nombre local                                             | Presentador     | Premio máximo   | Medio de difusión | Primera emisión         | Última emisión           |
| ----------------------- | -------------------------------------------------------- | --------------- | --------------- | ----------------- | ----------------------- | ------------------------ |
| Australia (planificado) | Show Me the Money ("Muestramé el dinero")                | ?               | ?               | Nine Network      | -                       | -                        |
| España                  | Money, money                                             | Josep Lobató    | 1.080.000 €     | Cuatro            | 5 de febrero de 2007    | Mayo de 2008             |
| Estados Unidos          | Show Me the Money ("Muestramé el dinero")                | William Shatner | $1,150,000      | ABC               | 14 de noviembre de 2006 | 13 de diciembre de 2006  |
| Italia                  | Tutto per tutto ("Todo por todo")                        | Pupo            | 3.700.000 €     | Rai 1             | 7 de agosto de 2006     | 21 de septiembre de 2006 |
| Reino Unido (pilotado)  | Show Me What You've Got ("Muestramé que tienes")         | Dale Winton     | £8,160,000      | ITV1              | 9 de agosto de 2006     | No se transmitió         |
| Vietnam                 | Khắc nhập khắc xuất ("Grabar importación y exportación") | Minh Tiệp       | 108,000,000 VNĐ | VTV3              | 12 de enero de 2008     | 2009                     |
| Vietnam                 | Khắc nhập khắc xuất ("Grabar importación y exportación") | Hồng Phúc       | 108,000,000 VNĐ | VTV3              | 2009                    | 30 de enero de 2010      |

- Datos: Q6021734